# トレマーズ
『トレマーズ』（Tremors）は、アメリカで制作されたパニック映画のシリーズである。1990年1月にロン・アンダーウッド監督の第1作が劇場公開、興行成績こそ振るわなかったもののカルト映画として人気を集め、以後ビデオリリースの続編が次々と製作されたほか、『トレマーズ・ザ・シリーズ（w:Tremors (TV series)』というテレビシリーズも製作された。

## シリーズの概要と構成
地中から獲物を襲う巨大な地底生物グラボイズに立ち向かう人々の姿が描かれる。マイケル・グロスがシリーズ全作に出演している。
- 『トレマーズ』（1990年）ではネバダ州の砂漠の町パーフェクション（英語版）が舞台。
- 『トレマーズ2』（1996年）ではメキシコの油田を舞台にしている。
- 『トレマーズ3』（2001年）は第1作の町に舞台が戻る。
- 『トレマーズ・ザ・シリーズ』は全13話のテレビシリーズで、2003年に｢サイファイチャンネル｣にて放送された。第3作の続編にあたる。
- 『トレマーズ4』（2004年）は第1作の前日譚にあたり、後にパーフェクションとなる西部時代の町リジェクションを舞台としている。
- 『トレマーズ ブラッドライン』（2015年）では南アフリカが舞台。
- 『トレマーズ コールドヘル』（2018年）ではカナダ・ヌナブト準州が舞台。
- 『トレマーズ 地獄島』（2020年）ではスポーツハンティング用の私有島が舞台。

2005年には映画4作品を収録した「グラボイズBOX」（DVDに噛み付くグラボイドの特製ケース付き）が2000セット限定で販売された。テレビシリーズは2010年3月に『Tremors: Complete Series』としてDVDが発売された。

## 登場する地底生物

グラボイドのライフサイクル

グラボイズ/グラボイド
『トレマーズ』シリーズに共通して登場する、体長10メートルにも達する巨大地底生物。姿形はモンゴリアン・デス・ワームに似ている。名づけ親はウォルター。
視覚が完全に退化しており、地中へ伝わる振動で地上の獲物を探知する。円錐形の頭部は硬い殻で覆われている。4つに開く口の中には、それ自体にも口のような器官のある3本の細長い舌（触手）があり、獲物に巻き付いたり噛み付いたりする。体液は赤褐色で悪臭を放つ。
表面に無数に生えた棘を用い、走る人間に追いつくほどの速度で地中を掘り進む。獲物に接近すると大きな力で地中に引きずり込んで丸呑みにする。その習性を逆手にとり、おとりに積んだ爆薬を呑ませる方法で多くの個体が駆除された。ただし高い学習能力を備え、特定の獲物のみを執拗に付け狙う個体もいる。
グラボイズがシュリーカーを産み落とし、シュリーカーがアスブラスターへと変態し、アスブラスターがグラボイズの卵を産むというサイクルで繁殖する。
『トレマーズ2』において先カンブリア時代の地層から発見された棘の化石がグラボイズの棘と一致したため、少なくともその時代には現在の姿で生息していたと考えられる。
『トレマーズ4』では幼体を含めて「土のドラゴン（ダートドラゴン）」と呼ばれる。
『トレマーズ ブラッドライン』ではバートによる駆除で北米以外では全滅したと思われていたが、独自の進化あるいは突然変異した大型種が南アフリカに生き残っていた。これらは北米のものより凶暴で、硬い岩石を酸で溶かしながら進む能力を備えるほか、触手を本体から分離して行動させることができる。未公開シーンでは水中を泳ぐ描写もある。同作中でシュリーカーに当たる段階は確認されていない。
エル・ブランコ
『トレマーズ3』に登場する、グラボイズの突然変異個体で、振動や熱ではなく電波を感知する。体色が白いことから「白い悪魔」とも呼ばれる。シュリーカーやアスブラスターに変態しないため比較的御しやすい。土地開発者を追い出すためにバートによって生かされ、その後保護動物として特別に飼われる事になった。
TVシリーズにも登場し、パーフェクション観光の目玉となっている。
幼体
『トレマーズ4』に登場。完全に成長していない、孵ったばかりと思われる個体。外観は成体に近いが体が小さい。
地中を高速に掘り進む・振動を感知する能力はすでに完成されているが、単体で獲物を引きずり込む力はないらしく、集団で狩りをする。
開拓時代のパーフェクション（＝リジェクション）に出現した。
シュリーカー
『トレマーズ2』『トレマーズ3』に登場する、グラボイズの繁殖期の姿。
成熟したグラボイズの体が破れ数匹のシュリーカーが現れる。頭部だけのグラボイズに鶏の足が生えたような姿をしており、最初は大きさも鶏程度。視覚・聴覚の代わりに収納型の熱センサーを頭部に備え、周囲との温度差で獲物を探知する。鳴き声（正確には鳴く時に発する熱）で仲間を呼ぶことができ、群れで獲物を襲う。熱のない物体に対しては舌を使って食物かを確認する。
必要な量の食物を採ると直ちに繁殖（無性生殖）を始め、口から子供のシュリーカーを産み落とす。
アスブラスター
『トレマーズ3』に登場する、シュリーカーの変態後の姿。名称は後述の飛行方法に由来し、名付け親はジョディ。
シュリーカーが成熟すると脱皮してこれに変態する。グラボイズに似た頭部を持つ翼竜のような姿の飛行生物。シュリーカー同様に熱で獲物を探す。臀部から分泌した発火物質の爆発力で飛び上がり（ass＝尻、blaster＝火器）、カサゴ目などのヒレに似た羽で滑空する。グラボイズの卵を体内に保有している。満腹になると眠る習性がある。
『トレマーズ ブラッドライン』ではアフリカで独自の進化あるいは突然変異した、北米のものとは異なる外観の種が登場する。基本的に夜行性で、グラボイズの卵を守ろうとする。現地では稲妻鳥という意味の「インプンドゥール」と呼ばれている。
ミックスマスター
TVシリーズに登場。米軍の開発した遺伝子兵器を様々な生物が摂取、怪物化したもの。

## 映画作品

### トレマーズ
1990年1月19日公開。日本では同年6月15日に『バック・トゥ・ザ・フューチャー PART3』の同時上映作品として公開された。当時のサブタイトルは「地殻変動の謎」。トレマー（tremor）とは微振動を指す。パーフェクションの町で便利屋を営む主人公バルとその相棒アールは、貧乏暮らしに嫌気が差しビクスビーの町への移住を考えていた。その最中、何者かによって住民が次々と殺されるという事件が起こる。ビクスビーに向かっていたバルとアールも襲撃されるが幸運が味方したことで撃破に成功。犯人が地中を移動して襲い掛かる怪物「グラボイズ」であることを知る。ビクスビーに助けを求めようとするが土砂崩れにより道がふさがれていた。バルたちは大学院生のロンダを加え、生き残った町民たちと協力して脱出を図る。

### トレマーズ2
1996年にビデオリリース。日本では1997年5月23日にビデオがリリースされた。
前作から7年後、メキシコ・チアパス州の油田に絶滅したと思われていたグラボイズが現れる。油田の運営会社は過去にグラボイズを退治した経験のあるアールに退治を依頼。アールはバートと新しい相棒のグラディと共に現地に赴く。

### トレマーズ3
2001年10月2日にビデオ・DVDリリース。日本では2002年9月27日にリリースされた。
『トレマーズ』から11年後。パーフェクションではグラボイズの存在を観光利用し、やらせのツアーまで行っていたが、本物のグラボイズが現れて客やスタッフを襲撃する。アルゼンチンでシュリーカー退治を終えてきたばかりのバートは、住民と協力して再びパーフェクションでグラボイズ狩りへと乗り出す。

### トレマーズ4
2004年1月2日にビデオ・DVDリリース。日本では同年5月28日にリリースされた。
『トレマーズ』の100年前。後にパーフェクションとなるネバダ州の町リジェクションは銀山の発展で賑わっていた。しかし、坑内で多数の坑夫が殺される謎の事故が発生し、銀山は閉鎖、人々は去りリジェクションの町も荒廃してしまう。そこへ銀山の所有者であるハイラム・ガンマーが現れ、町に残ったわずかな坑夫を連れて鉱山の調査へと向かう。

### トレマーズ ブラッドライン
2015年10月6日にBlu-ray・DVDリリース、デジタル配信された。日本では11月26日にBlu-ray・DVDがリリースされた。
バートはネバダ州の砂漠で自らのサバイバル術を紹介するビデオの撮影に明け暮れていた。そこへ南アフリカの野生動物省の役人が現れ、ハウテン州のクレイドルストーン自然保護区で人的被害を出しているアスブラスターの対策を依頼する。

### トレマーズ コールドヘル
2018年5月1日にBlu-ray・DVDリリース。日本では同年7月4日にリリースされた。

### トレマーズ 地獄島
2020年10月20日にBlu-ray・DVDリリース。日本では2021年2月3日にリリースされた。

## テレビシリーズ作品

### トレマーズ・ザ・シリーズ
2003年にSci Fi Channelで放送。『トレマーズ3』の数年後が舞台。

### 新シリーズ
第1作の25年後を舞台に製作される予定。第1作の主演ケヴィン・ベーコンが主演・製作総指揮を務める。

## ゲーム
2002年8月にPlayStation 2、Xbox、PC用ソフトとしてトレマーズのゲーム化が発表されたが、2003年の夏に発売中止が発表された。発売元はコンスピラシー・エンターテイメント、開発はロック・ソリッド・スタジオズAB。

## 関連作品
- アイス・トレマーズ - アメリカ制作のパニック映画（原題:HYPOTHERMIA）。トレマーズシリーズとは関係がない。
- トレマーズ 砂の王国 - 中国製作の近未来サバイバル映画（原題:沙丘虫暴）。トレマーズシリーズとは関係がない。